# Le Dernier Jour d'un condamné
Le Dernier Jour d’un condamné est un roman à thèse de Victor Hugo publié en 1829 chez Charles Gosselin, qui constitue un plaidoyer politique pour l'abolition de la peine de mort.

## Genèse
Victor Hugo rencontre plusieurs fois le spectacle de la guillotine et s’indigne de ce que la société se permet de faire de sang-froid ce qu’elle reproche à l’accusé d’avoir fait. Le 9 septembre 1827, lors d'une traversée de la place de l’Hôtel-de-Ville, un bourreau graisse la guillotine en prévision de l’exécution d'Honoré Ulbach du lendemain, condamné pour assassinat, et après avoir assisté à l'exécution de ce dernier, Victor Hugo, alors âgé de 25 ans, se lance dans l’écriture du Dernier Jour d’un condamné qu’il achève très rapidement,,. Le livre est édité en février 1829 par l’éditeur Charles Gosselin de façon anonyme, avant de se dévoiler sans se nommer dans une réédition moins d'un mois plus tard.
Ce n’est que trois ans plus tard, en 1832, que Victor Hugo complète son roman par une longue préface qu’il signe de son nom.

## Résumé
Ce roman se présente comme le journal d'un condamné à mort écrit durant les vingt-quatre dernières heures de son existence dans lequel il raconte ce qu'il a vécu depuis le verdict de son procès jusqu'au moment de son exécution, soit environ cinq semaines de sa vie. Ce récit, long monologue intérieur, est entrecoupé de réflexions angoissées et de souvenirs de son autre vie, la « vie d’avant ». Le lecteur ne connaît ni le nom de cet homme, ni ce qu'il a fait pour être condamné, si ce n'est la phrase : « moi, misérable qui ai commis un véritable crime, qui ai versé du sang ! ». L’œuvre se présente comme un témoignage brut, à la fois sur l’angoisse du condamné à mort et ses dernières pensées, les souffrances quotidiennes morales et physiques qu'il subit et sur les conditions de vie des prisonniers, par exemple dans la scène du ferrage des forçats. Il exprime ses sentiments sur sa vie antérieure et ses états d’âme.

## Réceptions
Avant la publication de son œuvre, Victor Hugo en fait la lecture à quelques-uns de ses amis et c’est Édouard Bertin qui encourage l’éditeur Charles Gosselin, qui a déjà entrepris la publication des Orientales, à publier le roman. Celui-ci, dans une lettre envoyée à Victor Hugo, évoque sa crainte que ce roman dépourvu d'action ne lasse le lecteur, que l’absence d’informations sur le condamné ne nuise à la compréhension du récit et suggère à Victor Hugo de compléter son œuvre par une histoire du condamné. Victor Hugo refuse poliment mais fermement de suivre ces indications.
Ce sont pourtant ces deux points qui feront l’objet de nombreuses critiques à la sortie du livre. Dès le 3 février 1829, Jules Janin critique l’œuvre dans La Quotidienne, la présentant comme une longue agonie de 300 pages et ne lui reconnaît aucune efficacité comme plaidoyer contre la peine de mort sous prétexte qu'« un drame ne prouve rien ».
Désiré Nisard parle d’une œuvre inutile qui n’a pas fait avancer la cause qu’elle défend (« [L]a question [de la peine de mort] a-t-elle fait un pas de plus vers sa solution ? […] Je ne le pense pas », et il lui reproche ses gratuites horreurs. Il ne comprend pas que le personnage du condamné soit si mal précisé et remarque : « On est froid pour cet être qui ne ressemble à personne » (26 février 1829). Des voix s’élèvent pour accuser le livre de n’être que le plagiat d’un livre anglais ou américain. On le traite d’œuvre d’imagination macabre aux ressources romanesques limitées.
Victor Hugo, sensible à ces critiques, les parodiera dans sa préface du 24 février 1829 et défend son parti-pris d’anonymat concernant le condamné : le livre se veut « une plaidoirie générale et permanente pour tous les accusés ».
Cependant, d’autres auteurs prennent sa défense. Sainte-Beuve écrit : « Jamais les fibres les plus déliées et les plus vibrantes de l’âme n’ont été à ce point mises à nu et à relief ; c’est comme une dissection à vif sur le cerveau d’un condamné », et Alfred de Vigny, dans sa lettre du 9 février 1829, précise : « C’est partout vous, toujours la couleur éclatante, toujours l’émotion profonde, toujours l’expression vraie pleinement satisfaisante, la poésie toujours. » Ils reconnaissent à l’œuvre sa valeur de plaidoyer et sa puissance romantique.
Gustave Vapereau, dans son Dictionnaire universel des contemporains, signale que l’œuvre fut finalement reconnue pour « la force de la pensée et la profondeur de l’analyse ».
La longue préface de 1832 apportera à l’œuvre la force d’argumentation dont on lui reprochait l’absence.

## Préfaces
On dénombre trois préfaces de Victor Hugo pour ce livre.
Dans la première édition, Victor Hugo présente l’œuvre comme, au choix, un journal écrit par un condamné ou bien l’œuvre d’un philosophe ou un poète. Victor Hugo laisse ainsi le lecteur décider. Le livre est alors publié sans nom d’auteur.
Très vite cependant, le nom de l’auteur se répand et, à la suite des critiques dont le livre fait l’objet, Victor Hugo rédige une autre préface pour la troisième édition du Dernier Jour d’un condamné (24 février 1829). Il s’agit d’une saynète parodique où il met dans la bouche de bourgeois et bourgeoises caricaturés les reproches faits au livre : « un plaidoyer nécessite une argumentation pas des sensations… le criminel ? On ne le connait pas… ce livre raconte des horreurs… le chapitre XXX est une critique de l’Église et le chapitre XL celle de la Royauté…. » On y perçoit l’amertume de l’auteur incompris mais aussi la provocation pour susciter la curiosité du lecteur.
Mais la préface la plus aboutie est celle de 1832. Dans celle-ci, Victor Hugo prend le temps de développer son argumentation. Il précise ses motivations : le livre est bien un plaidoyer contre la peine de mort. Pour que ce plaidoyer soit efficace, qu’il ait valeur de généralité, il fallait que le personnage principal fût le plus quelconque possible, exécuté un jour quelconque, pour un crime quelconque. Il présente des descriptions très réalistes d’exécutions pour souligner la cruauté de celles-ci, explique comment en 1830 l’abolition de la peine de mort a failli être votée par l’assemblée mais pour de mauvaises raisons. Il interpelle les magistrats, traite le bourreau de « chien du juge » et propose, non pas brutalement une abolition de la peine de mort, mais une refonte complète du système pénal. Ainsi, trois ans après avoir suscité l’émotion par la présentation de ce long monologue d’un condamné à la veille de sa mort, Victor Hugo présente une défense raisonnée de sa thèse.

## Composition de l’œuvre
Le livre est découpé en quarante-neuf chapitres de longueurs très variables allant d’un paragraphe à plusieurs pages. Victor Hugo rythme ainsi la respiration du lecteur et lui fait partager les états d’âme du condamné, ses éclairs de panique et ses longues souffrances.
On distingue trois lieux de rédaction :
- Bicêtre où le prisonnier évoque son procès, le ferrage des forçats et la chanson en argot. C’est là qu’il apprend qu’il vit sa dernière journée.
- la Conciergerie qui constitue plus de la moitié du livre. Le condamné y décrit son transfert vers Paris, ses rencontres avec le friauche, l’architecte, le gardien demandeur de numéros de loterie, le prêtre, sa fille. On partage ses souffrances, son angoisse devant la mort, sa repentance, sa rage et son amertume.
- une chambre de l’Hôtel de Ville où sont écrits les deux derniers chapitres, l'un très long relatant sa préparation et le voyage dans Paris jusqu’à la guillotine, l’autre très court concernant les quelques minutes qui lui sont octroyées avant l’exécution.

On remarque aussi plusieurs rétrospectives qui sont souvent des chapitres :
- chapitre II : Le procès
- chapitres IV et V : le transfert et la vie quotidienne à Bicêtre
- chapitres XIII et XIV : le ferrage et le départ des forçats
- chapitre XXVIII : le souvenir de la guillotine
- chapitre XXXIII : Pepa

Descriptions présentes :
- celle de Bicêtre au chapitre IV
- celle du cachot au chapitre X
- celle de l’Hôtel de Ville au chapitre XXXVII
- celle de la place de Grève au chapitre III

Diverses informations :
- chapitre VIII : l’homme compte les jours qu’il lui reste à vivre
- chapitre IX : l’homme pense à sa famille
- chapitre X : présente les criminels
- chapitre XIII : le ferrage des forçats
- chapitre XVI : chanson d’une jeune fille lorsque l’homme séjourne à l’infirmerie
- chapitre XXII : transfert du prisonnier à la Conciergerie
- chapitre XXIII : rencontre du successeur au cachot de la Conciergerie
- chapitre XXXII : demande du gendarme par rapport aux numéros de la loterie
- chapitre XLII : rêve avec la vieille dame
- chapitre XLIII : le condamné voit une dernière fois sa petite fille qui ne le reconnaît pas
- chapitre XLVIII : transfert à l’Hôtel de Ville
  - toilette du condamné
  - on emmène le prisonnier à la guillotine.

## Le personnage principal
On ne connaît pas son nom mais c'est un être ordinaire, ni un héros, ni un truand. Il semble cultivé, il sait lire, écrire et connaît également quelques mots en latin. La richesse de son vocabulaire fait contraste avec l’argot parlé par le friauche ou chanté par la jeune fille. Mais on ne décèle en lui aucune grandeur particulière, il est le jouet de sentiments classiques : la peur, l’angoisse, la colère, l’amertume, la lâcheté, l’égoïsme...
Jusqu’au bout, il espère sans y croire une grâce royale qu’il n’obtiendra jamais.
On découvre quelques bribes de sa vie passée : il a une mère et une femme qui sont évoquées brièvement, l’homme semble être résigné sur leur sort. On s’attache plus longuement à l’évocation de sa fille, nommée Marie, qui est la seule visite qu’il reçoit avant son exécution mais qui ne le reconnaît pas et croit son père déjà mort. Il raconte aussi sa première rencontre amoureuse avec Pepa, une fille de son enfance. On ne sait rien de son crime, sinon qu’il reconnaît mériter la sentence et qu’il tente de s’en repentir. Croyant, il n’a cependant pas une spiritualité telle qu’il puisse trouver dans la prière la consolation, ni suivre le discours du prêtre qui l’accompagne du matin jusqu’à l’heure de son exécution.
Le (faux) chapitre XLVII, censé raconter sa vie, est vide.
Victor Hugo s’est longuement expliqué sur l’anonymat de son personnage. Il ne voulait pas qu’on puisse s’attacher à lui, en faire un cas particulier, dire que celui-là ne méritait pas de mourir (mais que d’autres peut-être…). L'homme devait représenter tous les accusés possibles, innocents ou coupables, car Victor Hugo considère que la peine de mort est une abomination pour tous les condamnés. C’est également dans ce but qu’il fait passer à travers les sentiments du personnage de nombreuses contradictions.

## Adaptations
Le livre a donné lieu a de nombreuses adaptations théâtrales, ainsi qu'à des films et un opéra.
- Le Dernier Jour d’un condamné (1985), film de 65 minutes, par Jean-Michel Mongrédien
- Le Dernier Jour d’un condamné (2007), adaptation en bande dessinée par Stanislas Gros
- Le Dernier jour d’un condamné, (2007 pour la version concertante, 2009 pour la version scénique), opéra écrit par David Alagna avec un libretto écrit par les trois frères David, Frederico et Roberto Alagna.